# Hametwald
Koordinaten: 48° 1′ 56″ N, 14° 16′ 55″ O
Der Hametwald ist ein Waldgebiet bei Sierning in Oberösterreich.

## Lage und Landschaft
Der Hametwald ist einer der größeren Waldreste im außeralpinen Traunviertel. Er liegt im Traun-Enns-Riedelland westlich von Sierning, im Gemeindegebiet von Sierning und Waldneukirchen, auf um die 400 m ü. A.
Der Wald erstreckt sich über gut 3 Kilometer Nord nach Süd von Hilbern bis Katzenmarkt und Oberwallern. Er umfasst die Talung des obersten Seilerbachs (Vallabach), der dann über Schiedlberg zur Krems geht. Über den Riedel östlich greift der Wald auch in den obersten Graben des Ipfbachs aus. Über den Riedel westlich befinden sich auch die Quellgebiete einiger weiterer Krems-Nebenflüsse am Wald, namentlich Thanstettner Mühlbach, Piberbach und Badhaller Edtbach.
Am Südostrand bei Kammerhub liegt der Wasserscheidepunkt Steyr (und Enns)–Krems–Ipfbach (⊙), den größeren Donau-Nebenflussgebieten der östlichen Traun-Enns-Platte.

## Geschichte
Der Hametwald gehört zu dem schon 777 erwähnten Waldgebiet zwischen Dietach und Sierning, der zur Slawendekanie gehörte. Der Name ist circa 1270 urkundlich, als Heumad zu Mahd, Mähen, was auf die frühen Rodungen im Raum verweist. Ursprünglich wurde das Waldgebiet umfangreicher gesehen, noch im 18. Jahrhundert sprach man von Oberer Hametwald, der Untere Hametwald ist der heutige Droißingerwald nördlich, der vom Hametwald durch die Auslichtungen bei Unterhilbern und Hilbern getrennt ist. Die zu Steinersdorf gehörige Ortslage des Namens wird heute als Hametner geführt.

## Natur und Wasserwirtschaft
Der Wald ist ein zusammenhängender, relativ naturnaher Nutzforst, der nur durch die Voralpenstraße (B122, Sierning – Bad Hall) und ganz am Nordrand durch die Großmengersdorfstraße (L1359) zerschnitten wird.
Er stellt ein wichtiges Naherholungsgebiet der Stadt Steyr dar. Im Südosten bei Kammerhub liegt auf einer Lichtung ein Forsthaus, das heute als Seminarlocation dient.
Außerdem befindet sich am Südrand ein Wasserschutzgebiet (Waldneukirchen-Hametwald) mit 8,8 ha. Die Einrichtung eines großen dazugehörigen Wasserschongebiets (Hametwald-Droißingerwald) ist geplant.